# Dasyhelea upsilon
Dasyhelea upsilon är en tvåvingeart som beskrevs av Meillon och Wirth 1987. Dasyhelea upsilon ingår i släktet Dasyhelea och familjen svidknott. Inga underarter finns listade i Catalogue of Life.